# Mușchi nazal
Mușchiul nazal (latină: musculus nasalis) este un mușchi facial pereche situat în regiunea nasului, care este responsabil de comprimarea și dilatarea nărilor. Asemenea altor mușchi faciali, nazalul este inervat de nervul facial. Primește sânge arterial de la ramurile arterei faciale și ramura infraorbitală a arterei maxilare.

## Structură
Mușchiul nazal este format din două porțiuni:
- porțiunea transversă (mușchiul compresor al narinelor) – comprimă nările;[1]
- porțiunea alară (mușchiul dilatator al narinelor) – trage cartilajele alare în jos și lateral, dilatând nările.[1]

### Partea transversă
Este o formațiune musculo-aponevrotică triunghiulară care trece dintr-o parte în alta peste scheletul osteo-cartilaginos al nasului. Partea aponevrotică se inseră pe oasele nazale. Partea musculară reprezentată de câte două fascicule pentru fiecare nară se îndreaptă spre șanțul nazo-genian. Fasciculul anterior se inseră pe fața profundă a narinelor, iar fasciculul posterior se continuă cu mușchiul depresor al septului nazal.

### Partea alară
Este un mușchi mic situat pe partea inferioară a aripii nasului. Are o inserție osteo-cartilaginoasă și o inserție cutanată. În sus se inseră pe cartilajele alare și pe apofiza frontală a maxilarului superior, iar în jos și înainte se inseră pe pielea marginilor laterale ale nărilor.

## Imagini suplimentare

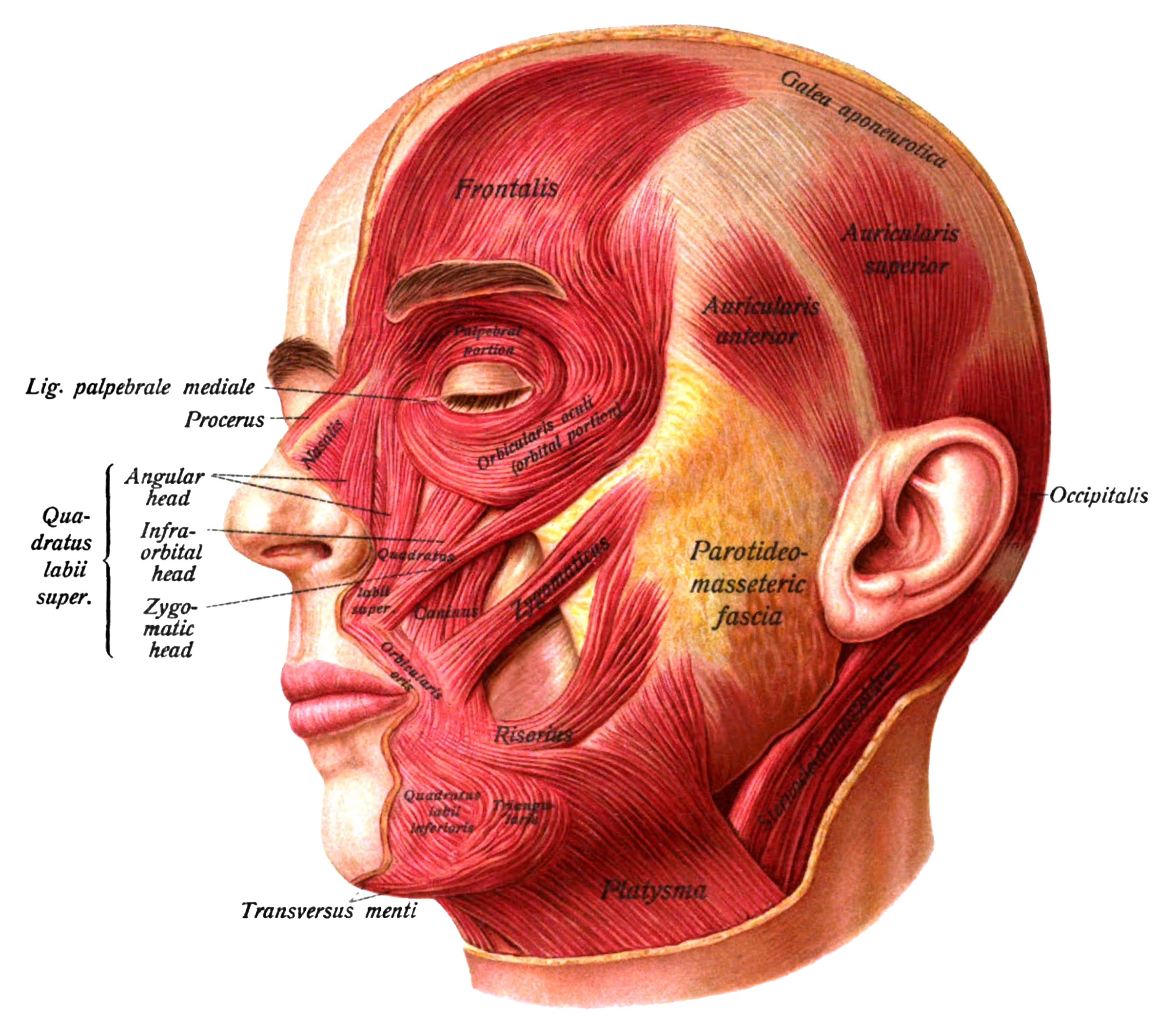
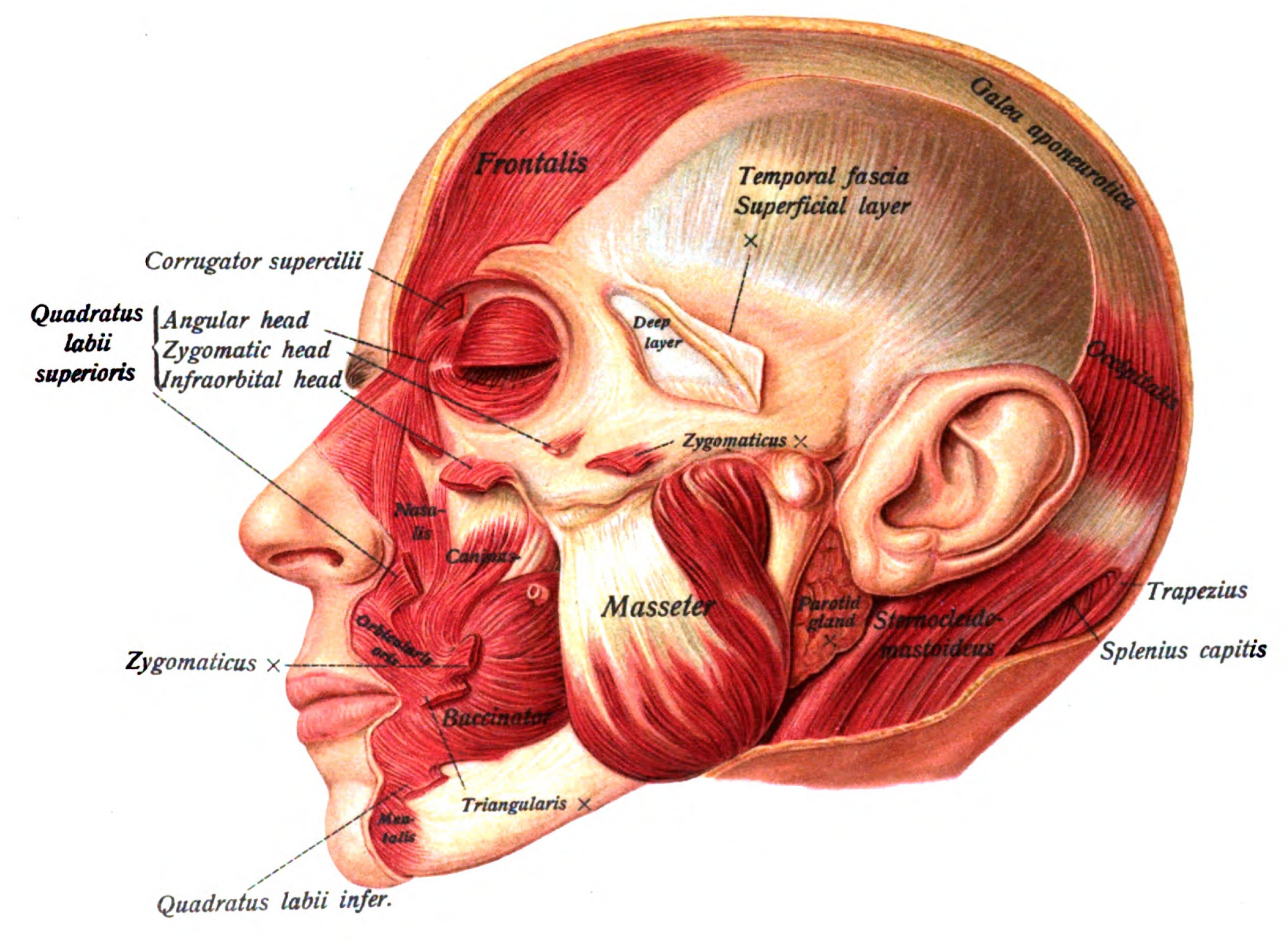
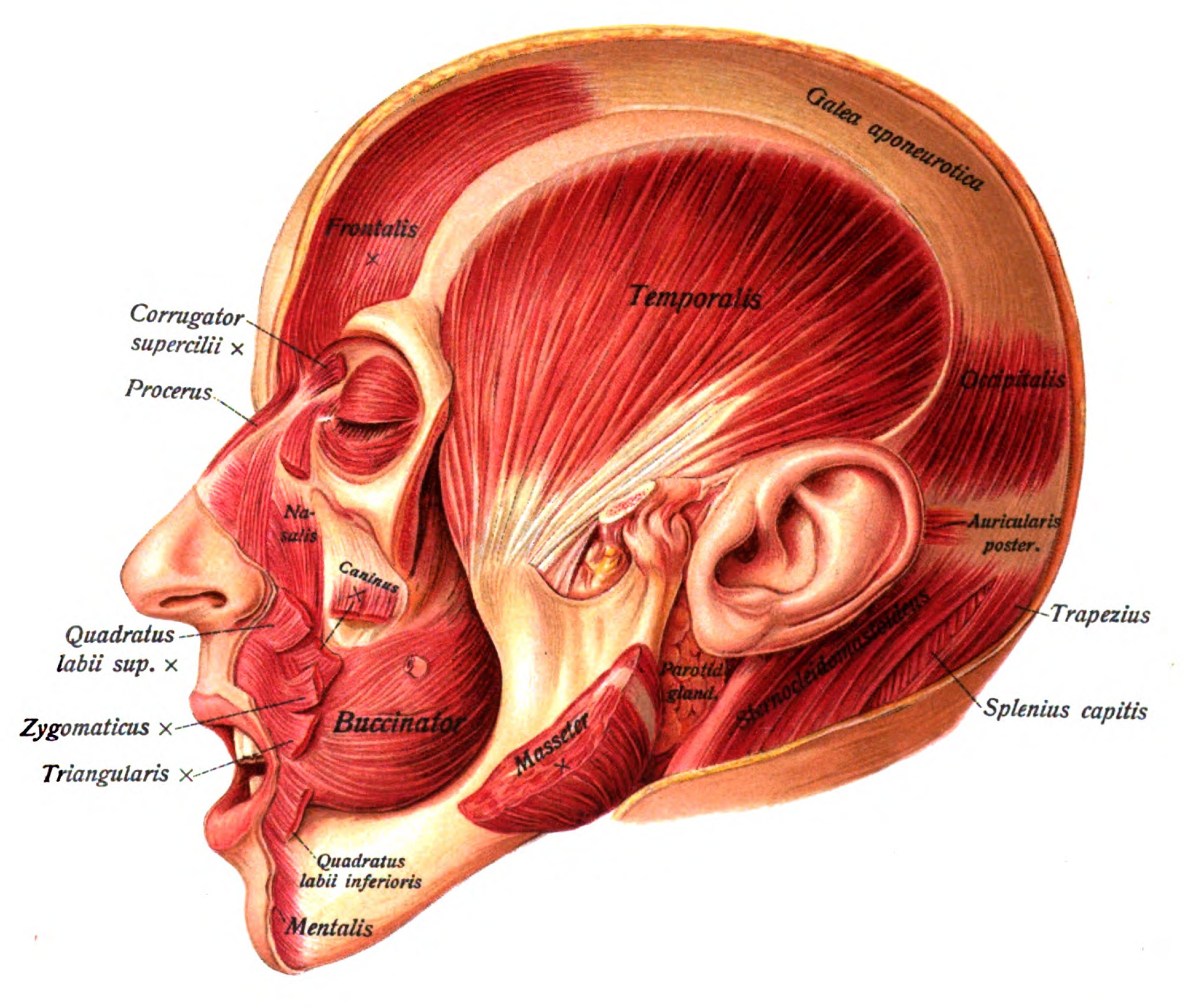
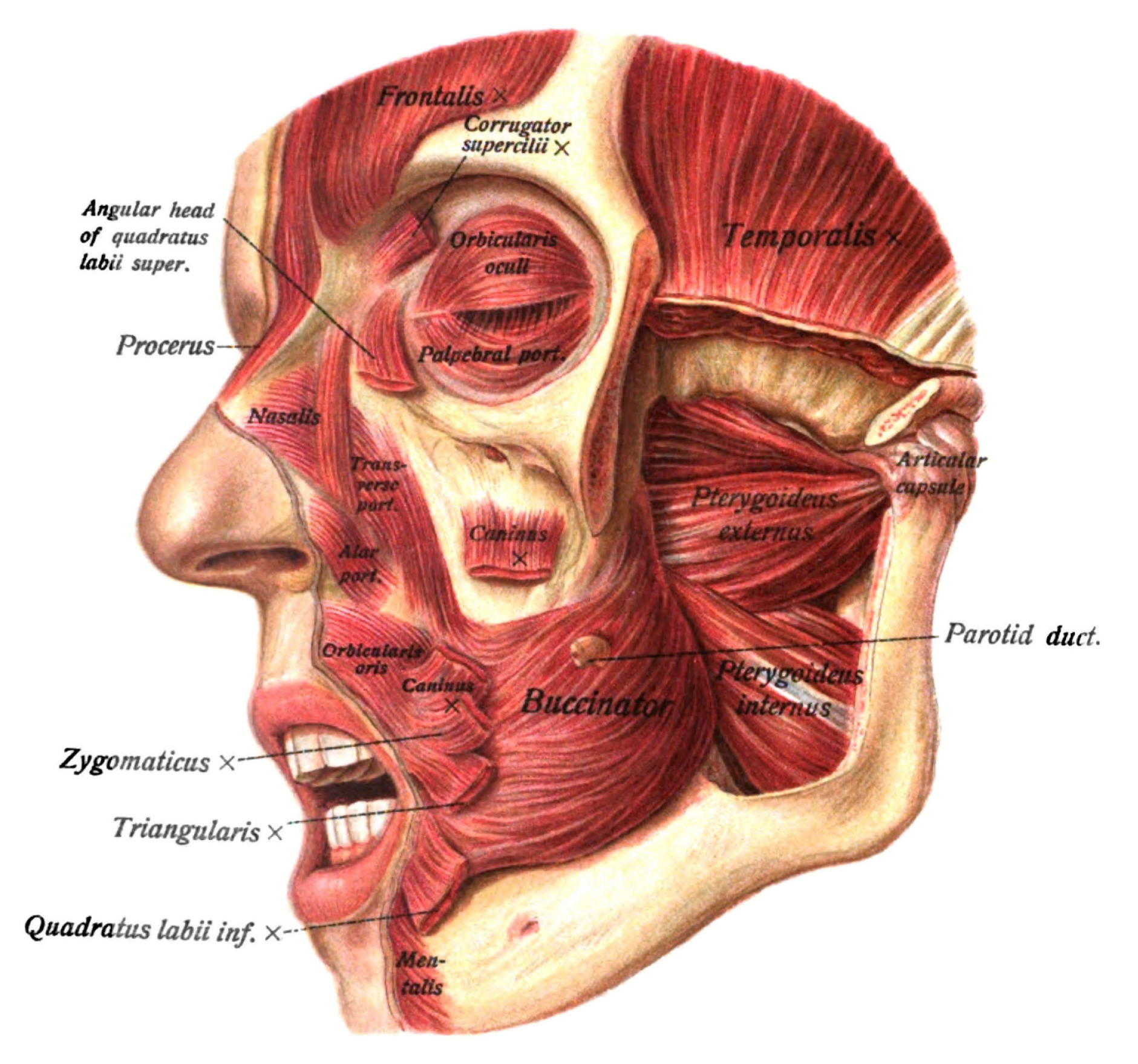
Poziția mușchiului nazalis (indicată cu roșu).
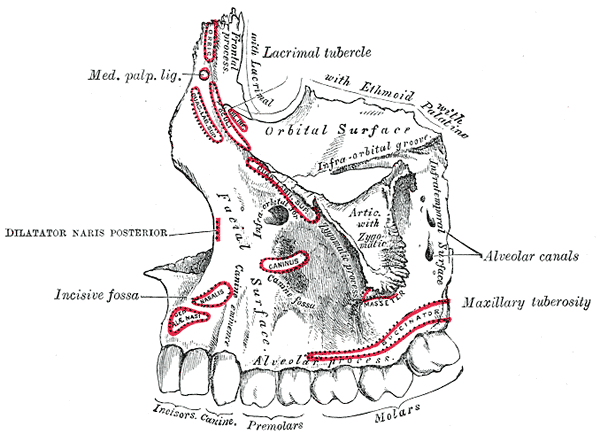
Maxilarul stâng. Suprafața exterioară.